# Odontode
Odontoden sind harte Strukturen aus Zahnbein und Blutgefäßkanälen, die an der Hautoberfläche oder in der Nähe von Körperöffnungen von diversen Tierarten zu finden sind. Diese Strukturen sind vor allem bei südamerikanischen Harnischwelsen zu finden. Bei diesen Arten können sie oft zur Geschlechtsbestimmung benutzt werden.

## Definition
Ein Gewebe wird als Odontode bezeichnet, wenn folgende Kriterien erfüllt sind. Die Strukturen:
- entwickeln sich als ungeteilte Dentalpapillen umgeben von einem epithelialen Dentalorgan zur Abgrenzung von der umgebenden äußeren Hautschicht.
- bestehen aus Zahnbein oder zahnbeinartigen Gewebe.
- besitzen eine Außenschicht aus Enameloid.
- gehören nicht zur Dentition im engeren Sinne.
- erfüllen nicht die Funktion von Zähnen, d. h. das Kauen und Fangen von Nahrung.
- bilden sich an einem oberflächlichen Teil der Lederhaut.
- erreichen nicht die Höhe von normalen Zähnen.

## Funktion
Odontoden übernehmen vor allem Schutzfunktionen, indem sie als harte, mineralisierte Hautzähnen mechanischen Abrieb reduzieren und als Verteidigungsstruktur gegen Fressfeinde dienen. Zudem tragen sie zur hydrodynamischen Effizienz bei, insbesondere bei Knorpelfischen verbessern sie die Wasserströmung entlang des Körpers. Untersuchungen zeigen, dass äußere Odontoden bei Knorpel- und Knochenfischen über eine umfassende Innervation verfügen, was auf eine Funktion als Hautsensoren schließen lässt.